# Associação Desportiva de Oeiras
Associação Desportiva de Oeiras, també coneguda com a AD Oeiras, és un club poliesportiu del municipi portuguès d'Oeiras. La seva secció més laurejada és la d'hoquei sobre patins.
Els seus èxits més destacats són la consecució de les tres primeres edicions de la Recopa d'Europa d'hoquei sobre patins, on va guanyar a la final al Centre d'Esports Arenys de Munt l'any 1977 i al Club Patí Voltregà els anys 1978 i 1979. També caldria destacar tres subcampionats de Lliga les temporades 1964–65, 1976–77 i 1977–78, així com quatre finals perdudes de Copa, els anys 1963 i 1978 contra el SL Benfica i els anys 1976 i 1977 contra el Sporting CP.

## Palmarès
- 3 Recopa d'Europa d'hoquei sobre patins: 1977, 1978 i 1979